# Lars Sund
Lars Sund, född 2 juli 1953 i Jakobstad, är  finlandssvensk författare, bosatt i Sverige. Han studerade engelska, svenska och litteraturvetenskap vid Åbo Akademi och flyttade senare till Uppsala. 
Sunds litterära genombrott kom år 1991 med romanen Colorado Avenue, den första delen i en trilogi där huvudrollerna innehas av invånarna i den fiktiva svenskösterbottniska byn Siklax. Claes Olsson har senare filmatiserat trilogins två första böcker. I en bok från 2010 byter han roll från romanförfattare till naturskildrare, och beskriver i korta essäer sina möten med fåglar. 
Sju av Lars Sunds böcker (1991–2018) har översatts till finska.
Han är gift med översättaren och författaren Gudrun Utas.
År 2016 promoverades Sund till filosofie hedersdoktor vid Åbo Akademi.

## Priser och utmärkelser
- 1991 – Lundequistska bokhandelns litteraturpris
- 1992 – Runebergspriset
- 1993 – Tack för boken-medaljen för Colorado Avenue
- 1998 – Lars Widdings pris[10]
- 2004 – Statspriset för litteratur för Eriks bok
- 2014 – Pro Finlandia-medaljen[11]
- 2020 – Choraeuspriset[12]
- 2025 – Tollanderska priset